# Villa Leone (San Giorgio a Cremano)
Die Villa Leone ist ein Landhaus aus dem 18. Jahrhundert in San Giorgio a Cremano in der italienischen Region Kampanien. Es liegt im Gebiet der Miglio d’oro, in der Via Enrico Pessina, 18.

## Geschichte
Ursprünglich gehörte das Landhaus den Berios und fungierte als Sommerresidenz der Familie, sobald diese Adelsfamilie in Neapel, in der Via Toledo, wohnte. Das Landhaus der Berios war so prestigeträchtig, das schließlich die Straße in San Giorgio a Cremano, in der ihre Sommerresidenz stand, den Namen dieser Adelsfamilie annahm. Das mit einem Aussichtsturm ausgestattete Haus hat imposante Dimensionen liegt, anders als die anderen Villen aus dem 18. Jahrhundert in dieser Gegend an einem besonderen Platz, und zwar bereits in der Karte des Duca di Noja. Gegen Mitte des 19. Jahrhunderts verkauften die Berios die Villa an die Familie Macchucca Vargas, Prinzen von Casapesenna. Von diesen stammt das Wappen in Marmor über dem Portal der Villa, auf dem der Spruch „Macchucca assi assi Vargas Macchucca“ geschrieben steht. Im Jahre 1913 kaufte schließlich die Familie Leone das Anwesen, das ihnen heute noch gehört.

## Beschreibung
Obwohl das Landhaus im 18. Jahrhundert errichtet wurde, ist dessen Fassade in klassizistischem Stil gehalten, weil sie in der ersten Hälfte des 19. Jahrhunderts einer kompletten Neugestaltung unterzogen wurde. Die Fassade zeigt sich entsprechend der Trennung zwischen Erdgeschoss und Obergeschoss zweigeteilt. Der Teil im Erdgeschoss ist in Bossenwerk gehalten und dient als Sockel für das Obergeschoss. Der Teil im Obergeschoss zeigt dagegen zwei Arten von Balkonen: Die erste Serie besteht aus dickbauchigen Balkonen, auf denen Rahmen mit dreieckigen Tympana, gestützt durch klassizistische Kapitelle, sitzen; die zweite Serie besteht aus kleineren Balkonen.
Durch das Eingangstor kommt man in das große Atrium mit elliptischer Kuppel; rechts davon kann man die imposante Volute der Balustrade der großen Treppe aus Basalt sehen. Durch das Atrium gelangt man in eine Vorhalle, die im Obergeschoss mit einer langen Panoramaterrasse in Verbindung steht, zu der hin die mit Fresken verzierten Säle des zentralen Salons mit doppelter Belichtung zeigen. Die Fresken in den Innenräumen und die verschwenderischen, offenen Kamine des Salons aus napoleonischer Zeit wurden dank einer Restaurierungskampagne im Jahre 1830 erhalten.
Die Terrasse wird durch drei Bögen, unterbrochen von Säulenpaaren aus rotem Mauerwerk, gestützt. Mit dieser architektonischen Trennung des Gebäudes korrespondiert der asymmetrische Aufbau an der Rückseite des Innenhofes. Dort findet sich eine hängende Terrasse, die durch ein schmiedeeisernes Gitter abgeschlossen ist, das die Villa von dem dahinter liegenden Garten trennt.
Wie es bei den Villen der Miglio d’oro üblich ist, geht auch die perspektivische Achse der Villa Leone nicht vom Atrium aus, sondern von der anderen Seite der Straße, wo zwei kleine, symmetrische Pavillons den Zugangspunkt zu einem Wäldchen mit Palmen, Araukarien und Pinien anzeigen.